# I Know (single van Drake Bell)
I Know is de eerste single van het tweede album van de poprockzanger Drake Bell, It's Only Time. Dit nummer werd uitgebracht ter promotie van het album op 17 oktober 2006 en als download op 21 november 2006. De videoclip van I Know ging in première op MTV in Total Request Live op 9 november 2006. De hoogste positie die de single behaalde, is nummer 55 op de Mediabase-hitlijst met 295 keer gedraaid. Melissa Lingafelt speelde een gastrol in de videoclip.

## Nummers
- U.S. promo CD 21747-2

1. I Know – 3:47

## Betrokkenen
- Drake Bell – zang, gitaar
- Backhouse Mike – basgitaar, gitaar, keyboard, achtergrondzang
- Joe Travers – drums
- C.J. Abraham – extra geluiden
- Alyssa Griffith – extra geluiden
- Rob Jacobs – producer

## Hitnotering
| Single | Hoogste positie | Hoogste positie | Hoogste positie |
| Single | US Hot 100      | US Pop 100      | US Digital      |
| ------ | --------------- | --------------- | --------------- |
| I Know | 39              | 40              | 44              |